# Pontius Andreas van Vilar
Pontius Andreas van Vilar is een Catalaanse politicus en abt in commendam van de benedictijnerabdij Santa Maria de Ripoll. Hij werd tweemaal verkozen tot president van de Generalitat van Catalonië. In juli 1467 werd hij een eerste keer tot president verkozen, een functie die hij opnieuw bezet tussen 1485 en 1488.
Tijdens zijn eerste mandaat krijgt hij de opdracht René I van Anjou (met op de achtergrond de expansieve Franse koning Lodewijk XI) als souverein te ondersteunen, in de strijd tegen Johan II van Aragón. Het blijft een gespannen relatie. Desalniettemin was dat voordelig voor de handel met Frankrijk en de Barcelonese kooplieden.
Tijdens het tweede triënnium zullen de relaties met de kroon niet verbeteren, integendeel. Ferdinand II van Aragon probeert de macht van de Provinciale Staten te breken, ten voordele van de kroon. Ferdinand is duidelijk voorstander van een absolute macht voor de monarch, met zo weinig mogelijk medezegenschap van de standen. Pontius wordt in het algemeen als een devote christen en handige policus beschreven.